# Коллежский советник
Колле́жский сове́тник — гражданский чин VI класса в Табели о рангах, соответствовал чинам армейского полковника и флотского капитана I ранга.

## Предыстория возникновения чина коллежского советника
В 1717 году Пётр I начал преобразования центральных исполнительных учреждений. Возникли коллегии. Коллегии состояли из присутствий и канцелярий. Одна из должностей Присутствия — коллежский советник.
24 января 1722 года была учреждена «Табель о рангах», в которой чины были распределены по 14 классам или рангам. Чин коллежского советника соответствовал VI классу.
По Табели о рангах гражданские чины (как и военные) давались по выслуге лет или по особенным заслугам.
В Петровское время получившие чин VI ранга (в числе первых восьми) причислялись потомственно к лучшему старшему дворянству «хотя и низкой породы были».
Указ Елизаветы Петровны от 23 июня 1745 года ввёл обязательную последовательность выслуги из VIII класса через VII в VI класс (ранее можно было перемещаться по службе из VIII класса в VI).

## Дальнейшее развитие условий государственной службы в чине коллежского советника
Чин коллежского советника соответствует военным чинам полковника и капитана I ранга. Со второй половины XVIII века до 1867 года военные чины имели также классные чиновники специальных ведомств, в том числе горного, где VI классу соответствовал чин берг-гауптмана.
С развитием российского чиновничьего аппарата коллежские советники могли занимать должности начальников отделений, прокуроров, обер-секретарей Сената. Во второе трёхлетие своей службы коллежским советником мог стать уездный Предводитель дворянства.
К коллежскому советнику обращались «Ваше высокоблагородие».
В XIX веке начало расти количество чиновников недворянского происхождения. Это вызвало озабоченность верховной власти. В 1835 году было издано «Расписание должностей гражданской службы по классам».
Перемены по службе чинов VI класса оформлялись высочайшими приказами. Чиновники VI класса могли занимать должности начальников отделений, делопроизводителей в центральных учреждениях.
Чины VI класса давали право на личное дворянство.
Указ «О сроках производства в чины по службе гражданской» от 9 декабря 1856 года устанавливал, что качество службы зависит не только от образования, но и от опытности и состязательности. Устанавливались общие для всех сроки выслуги. Для VI класса срок службы — 4 года.
Численность чиновников VI класса в 1857 году составляла 2216 человек (в 1796 году — 541).
По данным на 1897—1898 годы чиновники, занимающие должности V—VIII классов, составляли 53 %, из них 39 % дворяне, 58 % лица с высшим образованием.
В 1886—1908 чиновники VI класса занимали должности в корпусах корабельных инженеров инженер-механиков флота. Соответственно, старший судостроитель и флагманский инженер-механик.
По положению 1898 года повышение чина стало возможно только после пяти лет пребывания в предыдущем чине. Выслуга соответствовала 20 годам.
На должности VI класса назначали министры или главноуправляющие. Они же определяли начальников отделений.
По общему правилу чиновники VI класса получали пенсион в размере 214 рублей 50 копеек без вычетов и 210 рублей 15 копеек за вычетом в год.
Оклад составлял от 600 до 750 рублей в год, а также выделялись средства на содержание 5 лошадей.
Право занимать должности, предусмотренные VI классом, имели:
- подданный России
- лицо мужского пола
- лицо должно обладать гражданской честью (то есть лица, совершившие проступок или преступление, не могут пользоваться доверием государства)
- отбывшие воинскую повинность
- высшее образование могло дать возможность поступления на службу тем, кто не имеет права на неё по происхождению
- преимущественное право поступить на службу имели дворяне, потомственные и личные.

Статские должности коллежского советника:
- прокуроры в коллегиях
- президенты в надзорных судах
- советники в коллегиях
- обер-секретарь Сената
- канцелярии тайные советники

За должностные преступления чиновников VI класса судили в Сенате или в местной судебной палате.

## Форма и награды чиновников VI класса
Мундир VI класса имел только половинное шитьё на воротнике и обшлагах. Покрой мундира общий — однобортный с тремя пуговицами на груди и тремя на обшлагах. На пуговицах обозначалось ведомство.
В 1855 году по положению Сената чиновники VI класса получили галун на воротнике и обшлагах, но эти изменения не были реализованы. Позднее была введена форменная одежда военного образца, которая была упразднена в 1903 году. На смену пришли общегражданские двубортные сюртуки с нашивными галунными петлицами, имеющими два параллельных просвета
(наподобие погона полковника) с эмблемой ведомства в её центре.
Чиновников VI класса награждали соответствующими чину наградами: орденом Святого Владимира младших степеней; орденом Святого Станислава 2-й степени.

## Историческая цитата
«Его превосходительству
господину директору Императорской публичной библиотеки
тайному советнику, члену Государственного совета и разных орденов кавалеру Алексею Николаевичу Оленину.
От библиотекаря коллежского советника Крылова.
Вследствие предписания вашего превосходительства от 7-го числа сего декабря, принял я от книгопродавца Александра Смирдина:
1-е) означенные по прилагаемым при сем 3-м реестрам книги всего 1849 названий, находящихся в 2285 томах; 2-е) 41 год С.-Петербургских и Московских ведомостей; и 3-е) выменено 472 тома разнопереплетенных книг, находящихся в библиотеке, на книги тех же званий, в одинаких переплётах. — О чём сим имею честь донести вашему превосходительству. Декабря 17 дня 1827 года.
Библиотекарь коллежский советник и кавалер Иван Крылов».

## Литературные персонажи, служившие чиновниками VI класса
- К. К. Тарелкин в произведениях А. В. Сухово-Кобылина «Дело», «Смерть Тарелкина».
- Чичиков — Н. В. Гоголь, «Мёртвые души».
- Скалозуб — А. С. Грибоедов, «Горе от ума».
- Василий Петрович Бачей — Валентин Катаев, эпопея «Волны Чёрного моря». Отец главного героя Пети Бачея в повести «Белеет парус одинокий», выговаривая за дерзость остановившему их дилижанс казаку (в фильме — жандарму, остановившему пароход «Тургенев») представляется ему как преподаватель среднеучебных заведений, коллежский советник. При этом в следующем романе эпопеи, «Хуторок в степи» В. П. Бачей называется чиновником более низкого VII класса, надворным советником.
- Александр Адуев — И. А. Гончаров, «Обыкновенная история».
- Фандорин — Борис Акунин, «Декоратор».

## Упразднение чина «коллежский советник»
В 1917 году чин коллежского советника был ликвидирован декретом ВЦИК (Всероссийский Центральный Исполнительный Комитет) и СНК РСФСР (Совет Народных Комиссаров) «Об уничтожении сословий и гражданских чинов» от 11 (24) ноября 1917 года.